# Urban Widmark
Urban Widmark, född 20 januari 1970, är en svensk skolledare och moderat politiker. Han var kommunalråd för och kommunstyrelsens ordförande i Hässleholms kommun 2009–2013.
Widmark har tagit en gymnasielärarexamen i samhällskunskap och historia och en fil.kand. i statsvetenskap vid Lunds universitet. Han arbetade som gymnasielärare 1998–2006 och som rektor 2006–2009 innan han blev kommunalråd. 2013 återgick han till sin tjänst som rektor på Österänggymnasiet i Kristianstad.
Mandatperioden 2006–2010 var Widmark ersättare i riksdagen. Widmark hade följande politiska förtroendeuppdrag mandatperioden 2010–2014 för Moderaterna i Hässleholms kommun: ledamot i kommunfullmäktige, ledamot i kommunstyrelsen, ersättare i Kommuninvests föreningsstyrelse och ersättare i Kommunförbundet Skånes styrelse.
Mandatperioden 2022 blev Urban Widmark invald i kommunfullmäktige samt sitter som ledamot i kommunstyrelsen. Inledningsvis var   Urban Widmark  ordförande i Arbetsmarknadsnämnden . Efter att Moderaterna lämnade det borgerliga styret med Sverigedemokraterna och Kristdemokraterna för att bilda minoritetsstyre med Socialdemokraterna så fick Urban Widmark ta över som ordförande i Tekniska nämnde samt Kommunala Tillgänglighetsrådet. Han har fortsatt uppdrag som ledamot i kommunstyrelsen . Utöver kommunpolitiken har Urban Widmark uppdrag i Region Skåne som ersättare i Regionfullmäktige samt i Kollektivtrafiknämnden . 